# Jean Bouguennec
Jean Bouguennec dit Francis Garel, né le 25 juillet 1912 à Saint-Éloy (Finistère) et exécuté le 14 septembre 1944 à Buchenwald, est pendant la Seconde Guerre mondiale, un agent français du Special Operations Executive, section F (française).

## Biographie

### Premières années
Ses études vont jusqu'à l'École normale supérieure.
Le 25 juillet 1929, il quitte la Martinique (père militaire) avec trois camarades (dont deux bagnards en fuite) dans une chaloupe volée. S'ensuit un périple de 11 jours de mer. Il débarque le 6 août à La Guarya, Venezuela. Ils sont arrêtés et internés par les soldats du dictateur Gomez. Au matin, ils sont mis au poteau pour être fusillés. Grâce à l'intervention de Perrichi, son camarade d'aventure, parlant espagnol, ils eviteront cette exécution. Jean Bouguennec est rapatrié chez ses parents en Martinique le 18 août 1929.
Le 16 juin 1934, il épouse Lysane France Garel, à Sartrouville.
Pendant la guerre d'Espagne, il s'engage dans la lutte antifasciste : arrêté le 7 avril 1937, il est incarcéré dans différentes prisons nationalistes, mis au poteau deux fois et libéré le 8 mars 1939.

### Débuts de l'action[1]
Journaliste, il se fixe à Marseille après sa démobilisation. Il se trouve à peu près sans ressource et, le 16 août 1941, il y fait la connaissance de Gilbert Turck (alias « Crista »), qui le charge d'accomplir une mission de liaison à Châteauroux, le 17 août : il doit s'adresser au garagiste Marcel Fleuret et lui remettre un mot pour « Georges » (Georges Bégué) et en rapporter une éventuelle commission. Le 18 août, Bouguennec est à Châteauroux et s'adresse à Fleuret. Il attend « Georges » plusieurs jours et finit par le rencontrer. Celui-ci, après avoir appris que « Crista » se trouve à Marseille, fait savoir à Bouguennec qu'il lui fera transmettre une adresse qu'il ne connaît pas encore et qu'il espère voir « Crista ». Le 24 août, Bouguennec est de retour à Marseille et rend compte à « Crista » de sa mission, pour laquelle il a perçu 1500 francs. « Crista » lui propose alors de faire partie de l'organisation, le SOE. Bouguennec accepte. Il doit gagner 2500 francs par mois, plus 100 francs de frais de déplacement par jour. Ses voyages doivent lui être remboursés. « Crista » lui verse immédiatement une mensualité. Bouguennec est alors informé que « Crista » a une villa à Marseille, la Villa des Bois. Une nouvelle mission est confiée à Bouguennec. Il doit retourner à Châteauroux pour y prévenir « Georges » que « Crista » part en voyage et passera par Châteauroux. Il doit aussi se mettre à la disposition de « Georges » au cas où celui-ci aurait besoin de lui. Arrivé à Châteauroux le 28 août, Bouguennec y voit « Georges » aussitôt, qui lui dit ne pas avoir besoin de ses services. À plusieurs reprises, « Georges » le conduit à son domicile, 14 rue des Pavillons. Bouguennec remarque que la femme de ménage appelle « Georges » Monsieur Mercier. Celui-ci fait quelques confidences, notamment sur son passé militaire, et, finalement, il lui dit de rentrer à Marseille où « Crista » l'attend. 
Bouguennec reste quelques jours à Châteauroux. C'est pendant cette période qu'il participe à l'opération d'un Lysander qui, dans la nuit du 4 au 5 septembre, amène Gerry Morel et remmène Jacques Vaillant de Guélis en fin de mission. Après être resté une dizaine de jours à Châteauroux, Bouguennec retourne à Marseille et se rend à la Villa des Bois, qu'il trouve fermée avec, dans la boîte aux lettres, un papier lui annonçant que « Crista » sera absent plusieurs jours.
À la suite de l'arrestation de Gerry Morel le 3 octobre, une série d'arrestations ont lieu à partir de Châteauroux. Jean Bouguennec est arrêté le 9 octobre. Après un séjour à Périgueux, il est conduit au camp de Mauzac, d'où il s'évade, le 16 juillet 1942, avec dix camarades (voir l'article évasion de Mauzac).
Il part en Angleterre, via les Pyrénées — qu’il traverse dans la nuit du 28 au 29 août 1942 — et l'Espagne. À l'arrivée, il est recruté par le SOE et reçoit plusieurs mois d'entraînement dans les écoles d'entraînement spécial pour devenir agent secret en France.

### Mission en France
Il reçoit la mission suivante : monter et diriger le réseau BUTLER, dans la Sarthe.
Il est parachuté à l'aveugle le 23 mars 1943 (0h 15), à Dissay-sous-Courcillon, en même temps que Marcel Rousset « Léopold », opérateur radio, et Marcel Fox « Ernest ». L'atterrissage se passe mal : ils perdent tous leurs bagages, y compris le poste radio de Rousset ; et Jean Bouguennec, tombé sur un arbre, se casse la cheville. Il est soigné par un médecin du lieu, le docteur Goude.
En mai, tout est rentré dans l'ordre. Jean Bouguennec est rétabli. Marcel Rousset, qui a été dépanné avec l'aide du réseau Prosper-PHYSICIAN, peut commencer à émettre. Deux groupes ont été montés : l'un à Château-du-Loir, dirigé par le docteur Goude ; l'autre à Sablé-sur-Sarthe, dirigé par Lemore, un marchand de glace. Les opérations ont lieu : neuf parachutages, ainsi que des sabotages ferroviaires (déraillements, destructions de trois locomotives entre Sablé et Angers) à Rouen par Bouguennec et Lucile, son agent de liaison.
Le 25 juin, il amène dans la Sarthe Gabriel Chartrand « Dieudonné », un agent Franco-canadien récemment parachuté qu’il a rencontré à Paris et qui ne peut pas travailler dans le réseau SALESMAN (il y sera remplacé par Bob Maloubier). Chartrand est rapatrié par Hudson pour Londres dans la nuit du 15 au 16 novembre 1943.
Le réseau Max-BUTLER organise les actions suivantes  parmi lesquelles on compte neuf parachutages d’armes et une réception d’agents du SOE :
- le 13 juin, 8 containers sont récupérés sur le terrain des Rousset sur la commune de Juigné-sur-Sarthe par le groupe Lemore de Sablé-sur-Sarthe ;
- Dans la nuit du 16/17 juin, 5 containers sont réceptionnés aux Moirons à Dissay-sous-Courcillon par Max et le groupe du Docteur Goude ;
- Dans la nuit du 12/13 juillet, 8 containers sont réceptionnés sur la commune de Juigné-sur-Sarthe (dont 1 mitrailleuse lourde) par le groupe du Docteur Goude ;
- Dans la nuit du 20/21 août, 14 containers sont réceptionnés à la ferme de Malancé à Saint-Brice (Mayenne), ainsi que deux enveloppes de 250 000 et 500 000 francs par le groupe de Lemore ;
- Dans la nuit du 8/9 septembre, 9 containers sont réceptionnés par le groupe du Docteur Goude sur le plateau des Moirons. Le groupe Goude sera arrêté au retour de ce parachutage et affreusement torturé ;
- Récupération de trois agents venant de Londres par Jean Bouguennec et le Docteur Goude qui seront cachés chez Monsieur Hérisson ;
- Récupération de quatre aviateurs américains (dont David Butcher) ;
- Le 10 septembre un 3e parachutage est prévu par le groupe Lemore, mais n’aura pas lieu en raison de l’arrestation du groupe ;
- 4 autres parachutages seront réceptionnés par Bouguennec et Goude en dehors de sa zone initiale : 2 en Maine-et-Loire (1 à Beaufort-en-Vallée, 1 à Durtal) ; 1 dans le Calvados à Martigny-sur-Sarthe ; 15 containers sont récupérés ;
- 1 parachutage à Guerlédan en Bretagne ;
- Jean Bouguennec crée des groupes de combat dans plusieurs régions : région parisienne, Loir-et-Cher, Loire inférieure, Maine-et-Loire, Mayenne,Sarthe ;
- Des sabotages ferroviaires (déraillement à Fondettes et au Mans) ;
- Jean Bouguennec effectuera par ailleurs  avec son agent de liaison Lucile Blanchard-Huart un sabotage à Rouen où 3 locomotives sont détruites ;
- Des renseignements sont communiqués aux Alliés, d’un grand intérêt pour les stratèges préparant les phases de l’opération Overlord ;
- Position des cantonnements et des points d’appui de la 352e division d'infanterie autour de Carentan sur la côte à Colleville, Vierville et Isigny ;
- Relevé des postes de tir dans le secteur de Dieppe, Le Tréport et les casemates de Saint-Jouin ;
- Plans et calques des implantations de batteries à Ingouville et à Ectot en Seine-Maritime ;
- Rapport sur l’arrivée d’une division allemande dans le secteur de Fougères ;
- Rapport sur les dépôts de munitions camouflés dans les massifs Ornais de Gouffern ;
- Plans de situation et d’infrastructure du poste radar de la Délivrande, près de Caen ;
- Plan des batteries de Vaux-sur-Aure, Calvados.

### Aux mains de l'ennemi
Le 7 septembre 1943, Jean Bouguennec est arrêté par la Gestapo à Paris avec tout un groupe réuni pour déjeuner chez Lucile Blanchard, 61, rue La Condamine (Paris 17e), et comprenant Marcel Fox, Marcel Rousset, Adrienne Blanchard, agent de liaison, et Lucile Blanchard (née Huart). Jean est menotté et conduit au 84 avenue Foch.
Le 18 avril 1944, Jean Bouguennec et Marcel Rousset, son radio, sont envoyés à Ravitsch où ils arriveront le 22 avril. Le 18 mai, ils sont conduits à Berlin, dans une voiture verrouillée et aux vitres teintées au 8 Prinz Albrecht Strass, au quartier général de la Gestapo et du RSHA.
En mai 1944, ils sont rapatriés à Paris, parce que les Allemands pensent pouvoir obtenir d'eux des éléments dont ils ont besoin pour répondre à des questions posées par Londres, qui n'avait pas encore réalisé que le réseau était entre les mains de l'ennemi.
le 8 juin 1944, Marcel Rousset, incarcéré dans les locaux de la Gestapo (3 bis place des États-Unis) avec Jean Bouguennec, est chargé du balayage des escaliers et des couloirs. Il a remarqué que la porte n'est pas fermée à clef, assomme son gardien (SS Géorgien) et s'évade.
Henriette de Poncheville (aujourd'hui Malleville Byng) étudiante dans une institution religieuse en face du 3 bis place des États-Unis, participera à la préparation de l'évasion. L'évasion de Rousset est un exploit, il sera le seul à s'enfuir.
Jean Bouguennec, en cellule, cheville cassée, ne pourra pas s'enfuir.
Le 8 août, Jean Bouguennec est déporté à Buchenwald où il sera pendu à un crochet de boucher (ainsi que 15 de ses camarades).

## Publications
- La dernière heure, roman, éditions Laclau, Toulouse ; écrit en 1941.
- À bout portant, éditions Chantal, Toulouse.
- Cadavre à bord, éditions Contact, Marseille.

En 1942, pendant son internement au camp de Mauzac : 
- Alasaka (sous le nom de Francis Leguen), éditions Balzac (ex Calmann-Levy) jamais publié

- L'île déserte et Univers pour quatre (se rapportant à son internement en Espagne). Les deux manuscrits resteront au camp de Mauzac à la suite de son évasion pour l'Angleterre.

## Reconnaissance

### Distinctions
- Nommé Capitaine à titre posthume
- Chevalier de la Légion d'honneur[Quand ?]
- Croix de guerre 1939–1945, palme de bronze
- Médaille de la Résistance française titre posthume (décret du 9 mars 1956)
- Insigne des blessés militaires
- Médaille commémorative française de la guerre 1939–1945 avec barrette « France »
- Membre de l’Ordre de l'Empire britannique (Division Militaire)

### Monuments
- En tant que l'un des 104 agents de la section F morts pour la France, Jean Bouguennec est honoré au mémorial de Valençay, Indre, France.
- Brookwood Memorial, Surrey, panneau 21, colonne 3.
- Plaque apposée sur le mur de l'immeuble (61 rue La Condamine, Paris 17e) où il a été arrêté par la Gestapo le 7 septembre 1943, en même temps que Marcel Rousset, Marcel Fox, Adrienne Blanchard et Lucile Blanchard. Inauguration officielle : 27 avril 2009.
- au camp de Buchenwald, une plaque, inaugurée le 15 octobre 2010, honore la mémoire des officiers alliés du bloc 17 assassinés entre septembre 1944 et mars 1945, notamment vingt agents du SOE, parmi lesquels figure « Bouguennec, Lt. J. ».

Plaque de rue à L'Hôpital-Camfrout, Finistère (inauguration le 14 septembre 2004)

## Identités
- État civil : Jean Bouguennec
- Surnom (1941) : le bûcheron.
- Comme agent du SOE, section F :
  - Nom de guerre (field name) : « Max »
  - Code opérationnel : BUTLER (en français MAÎTRE D’HÔTEL)
  - Alias : Francis Garel
  - Fausse identité : Francis le Guen

Situation militaire : SOE, section F, General List ; grade : lieutenant ; matricule : 257217.

## Famille
- Son père : Jean-François Bouguennec, Chef d'escadron, Commandant d’Artillerie coloniale (34 ans à la naissance de Jean)
- Sa mère : Marie Anne Mével, institutrice (25 ans à la naissance de Jean).
- Son épouse : Lysane France Garel, Joinville-le-Pont, Seine, France. Lysane, du réseau de Jean Bouguennec à Paris, convoquée par la Gestapo au 84 avenue Foch, se refugiera à Brissarthe dans l'Indre, cachera son amie Bariatinsky, qui travaillait à Radio ici Paris, et Hans bernd Gebhart (Sculpteur) Juif Allemand qui avait fui l'Allemagne nazie pour se refugier à Paris. C'est Claude Jamet, des Editions Balzac (ex Calmann-Levy) qui a mis la maison à la disposition de Lysane qui travaillait pour lui.

## Sources
- La guerre secrète, le jour «j» et la fin du IIIe Reich; Anthony Cave Brown (Pygmalion)
- J. D. Sainsbury, Le Mémorial de la section F, Gerry Holdsworth Special Forces Charitable Trust, 1992
- Fiche Garel, Francis sur le site Special Forces Roll of Honour.
- Michael R. D. Foot, Des Anglais dans la Résistance. Le Service Secret Britannique d'Action (SOE) en France 1940-1944, annot. Jean-Louis Crémieux-Brilhac, Tallandier, 2008,  (ISBN 978-2-84734-329-8). Traduction en français par Rachel Bouyssou de (en) SOE in France. An account of the Work of the British Special Operations Executive in France, 1940-1944, London, Her Majesty's Stationery Office, 1966, 1968 ; Whitehall History Publishing, in association with Frank Cass, 2004. Ce livre présente la version officielle britannique de l’histoire du SOE en France.
- Maurice Nicault, Résistance et libération de l'Indre. Les insurgés, coll. passé simple, Royer, 2003,  (ISBN 2-908670-85-2).
- Libre Résistance, bulletin d’information et de liaison, anciens des Réseaux de la Section F du S.O.E. (Special Operations Executive), Réseaux BUCKMASTER, no 25, 1er trimestre 2009.
- Lt. Col. E.G. Boxshall, Chronology of SOE operations with the resistance in France during world war II, 1960, document dactylographié (exemplaire en provenance de la bibliothèque de Pearl Witherington-Cornioley, consultable à la bibliothèque de Valençay). Voir sheet 37, BUTLER CIRCUIT.
- Patrice Beaussier, Max Hymans (1900-1961) le doyen de la Résistance, mémoire collectif, collège Balzac d'Issoudun, 1993.
- René Lefèvre, Le Film de ma vie 1939-1973, Éditions France-Empire, 1973 ; témoignage sur Jean-Paul Bouguennec p. 70-71.
- Gaëlle et Jean-Pierre Monfort, La Vie aventureuse du Breton Jean Bouguennec (1912-1944), du journalisme à la guerre d’Espagne… Agent des services secrets britanniques…, 2015,  (ISBN 978-2-7466-7850-7)
- Adieu Mauzac, téléfilm de Jean Kerchbron, 1970. Dans ce téléfilm, qui relate l’évasion du camp de Mauzac du 16 juillet 1942, le rôle de Jean Bouguennec, alias Francis Garel, est joué par Gérard Jourde.